# Biendongella hemilissa
Biendongella hemilissa là một loài cá bống thuộc chi Biendongella trong họ Oxudercidae. Loài này được mô tả lần đầu tiên vào năm 2015.

## Từ nguyên
Từ định danh hemilissa ghép bởi hai âm tiết trong tiếng Hy Lạp cổ đại: hēmi (ἡμι; “một nửa”) và lissós (λισσός; “mượt mà”), hàm ý đề cập đến sự thiếu vảy ở nửa trước cơ thể của loài cá này.

## Phân bố
B. hemilissa hiện chỉ được biết đến duy nhất tại quần đảo Anambas (Indonesia), được tìm thấy ở độ sâu khoảng 73 m.

## Mô tả
Chiều dài cơ thể lớn nhất được ghi nhận ở B. hemilissa là 4,6 cm.